# Old Fort
Old Fort é uma cidade  localizada no estado norte-americano de Carolina do Norte, no Condado de McDowell.

## Demografia
Segundo o censo norte-americano de 2000, a sua população era de 963 habitantes.
Em 2006, foi estimada uma população de 963, um aumento de 0 (0.0%).

## Geografia
De acordo com o United States Census Bureau tem uma área de
3,2 km², dos quais 3,2 km² cobertos por terra e 0,0 km² cobertos por água. Old Fort localiza-se a aproximadamente 520 m acima do nível do mar.

## Localidades na vizinhança
O diagrama seguinte representa as localidades num raio de 20 km ao redor de Old Fort.